# Bjǫrn Járnsíða

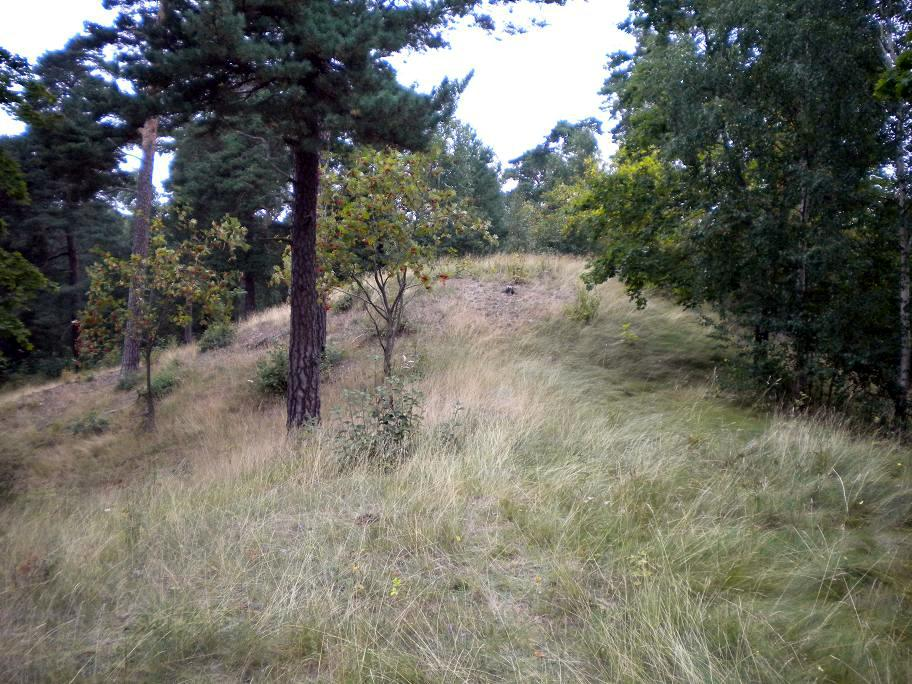
Él túmul de Björn Costat de Ferro (Björn Järnsidas hög) a l'illa de Munsö, en el llac Mälaren, Suècia. El túmul és coronat per una pedra amb la Inscripció Rúnica d'Uppland 13.

Björn Costat de Ferro o Björn Costelles de Ferro (nòrdic antic: Bjǫrn Járnsíða, islandès: Björn Járnsíða, suec: Björn Järnsida, danès: Bjørn Jernside; llatí medieval: Bier Costae ferreae) fou un rei llegendari de Suècia que hauria viscut en algun moment del segle ix. Björn Costelles de Ferro ha estat considerat el fundador de la dinastia Munsö . A inicis del segle xviii es va proposar que un túmul de l'illa de Munsö era la seva tomba (Björn Järnsidas hög. Hög, del nòrdic antic haugr, significa túmul). Segons fonts medievals era un dels fills del rei (llegendari) Ragnar Lodbrok.
Algunes històries parlen de possibles fills o nets de Björn Costelles de Ferro, entre ells Björn a Haugi, i Erik Björnsson.